# Lutz Heilmann
Lutz Eberhard Heilmann (Zittau, 7 de septiembre de 1966) es un político alemán del partido Die Linke. Heilmann es el primer extrabajador del Ministerium für Staatssicherheit (MfS; «Ministerio para la Seguridad del Estado»), más conocido por «Stasi», de la República Democrática de Alemania (RDA) que ha pasado a formar parte del Parlamento Federal alemán.

## Biografía
Tras el Abitur, examen de madurez, en 1985 en la Erweiterte Oberschule de Zittau, Heilmann realizó el servicio militar obligatorio de 18 meses, que alargó voluntariamente a tres años, en el Ministerium für Staatssicherheit (Stasi). Seguidamente, Heilmann se convirtió en trabajador a tiempo completo de la Stasi, en la sección Personenschutz («Guardaespaldas»). Heilmann, según su propio testimonio, sólo estuvo encargado de la protección de edificios oficiales. Heilmann afirma que pidió su dimisión en octubre de 1989, pero solo abandonó el Ministerio en enero de 1990, cuando este fue disuelto.
En 1991 Heilmann comenzó un estudio de Ciencias Empresariales en la Escuela Técnica Superior de Zittau. A partir de 1992 comenzó a estudiar Derecho en la Universidad Libre de Berlín y la Universidad Christian Albrecht de Kiel, que interrumpió en 2005 tras el primer examen estatal, porque entró a formar parte del Parlamento Federal. En 2005 era pasante en Lübeck.
Desde 2006, Heilmann es abiertamente gay. Fundó en 2007 Landesarbeitsgemeinschaft queer («Grupo de trabajo regional queer»), un grupo para gais, lesbianas y travestís dentro del partido Die Linke del estado federado de Schleswig-Holstein, y ha colaborado en la organización de la marcha del orgullo gay en distintas ciudades.

## Carrera política
Heilmann se hizo miembro en 1986 del Partido Socialista Unificado de Alemania, el partido comunista de la RDA. Después de dejar el partido heredero, el Partei des Demokratischen Sozialismus (PDS, más tarde Die Linkspartei y luego Die Linke), volvió a hacerse miembro en 2000. De 2000 a 2002 perteneció a la dirección del PDS del distrito de Mecklemburgo Noroccidental. En 2004 creó en Mecklenburg-Vorpommern un grupo 'solid, de juventudes de izquierda.
Desde 2005 hasta 2009, Lutz Heilmann fue miembro del Parlamento Federal alemán. Es el único miembro de la lista de Schleswig-Holstein de Die Linke que ha conseguido entrar en el Parlamento Federal. Según sus propias palabras, sus principales puntos de interés son, «además de la igualdad social, el antifascismo y la política de paz, una protección de la naturaleza efectiva y la movilidad sostenible para todas las personas.»

## Colaboración con la Stasi
En octubre de 2005, Der Spiegel reveló el pasado de Heilmann en la Stasi, hecho que había ocultado hasta el momento. Heilmann mantiene en público hasta el momento que de 1985 a 1990 realizó un «servicio militar alargado (Guardaespaldas MfS)». Heilmann, tras cumplir su servicio militar obligatorio de 18 meses hasta 1990, fue contratado como soldado profesional en el MfS y lo abandonó cuando el MfS fue disuelto.
Antes de las elecciones, Heilmann había ocultado a los miembros de su federación sus actividades en el MfS. Este hecho era una infracción contra las pautas internas del partido. En el congreso del partido a nivel de Schleswig-Holstein del 4 de diciembre de 2005, se realizó una moción de confianza contra Heilmann. El resultado fue de 47 votos a favor de Heilmann y 42 en contra.

### Proceso legal contra Wikimedia Alemania

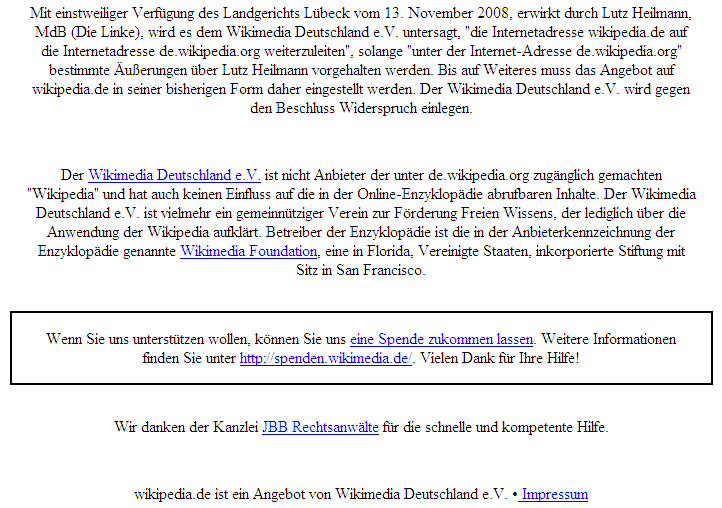
Aspecto de la página www.wikipedia.de el domingo 16 de noviembre de 2008.

El 13 de noviembre de 2008, Heilmann denunció a Wikimedia Deutschland e.V., por la que se ha emitido una resolución cautelar que prohíbe a la dirección de internet www.wikipedia.de (controlada por Wikimedia Deutschland) redirigir a de.wikipedia.org (controlada por la Fundación Wikimedia, basada en EE. UU.), mientras que determinada información sobre él esté incluida en el artículo de la Wikipedia en alemán de:Lutz Heilmann. También ha realizado acciones legales contra tres usuarios de la Wikipedia que han trabajado en el artículo. De acuerdo con Focus Online, Heilmann protestaba contra la información de que no había finalizado sus estudios universitarios y de que había participado en una empresa relacionada con la pornografía. Según aparecía en su página personal y en un comunicado de prensa de Die Linken del 16 de noviembre de 2008, Heilmann retiró sus acciones judiciales contra Wikimedia Alemania al ser corregidas en su artículo las informaciones por las que protestaba.